# Theo Meijer
Pour les articles homonymes, voir Meijer.
Theo Meijer (né le 18 février 1965) est un judoka néerlandais. Il participe aux Jeux olympiques d'été de 1988 et aux Jeux olympiques d'été de 1992. En 1992, il combat dans la catégorie des poids mi-lourds et remporte la médaille de bronze de la compétition.

## Palmarès

### Jeux olympiques
- Jeux olympiques de 1992 à Barcelone,  Espagne
  -  Médaille de bronze